# تاوت
تاوت (بالإنجليزية: Tout)‏ هو خدمة شبكة اجتماعية وتدوين مصغرة تمكن مستخدميها من إرسال ومشاهدة فيديوهات من 15 ثانية، تعرف باسم «تاوتس». االتكنولوجيا الأساسية للخدمة أعدت في إس آر آي إنترناشينال من قبل مايكل داوننج مبنية على إثنين من براءات الإختراع التي تملكهما الشركة.
في أبريل 2010، تاوت انفصلت كشرة خاصة مع أخذ إس آر آي حصة. تاوت اكتسبت شعبية في يونيو 2011 عندما استخدم لاعب كرة السلّة شاكيل أونيل الخدمة ليعلن إعتزاله. في مطلع 2012، تاوت حصلت على مايزيد عن 12 مليون زائر منذ إنطلاقها، و75 مليون تاوتس (رسائل فيديو) كانت قد أنشئت وتم مشاركتها من قبل مستخدمي الخدمة.

## المستثمرين
في 11 يوليو 2012، دبليو دبليو إي إستثمرت 5,000,000 دولار أمريكي في شركة تاوت  سلسلة ب سهم ممتاز وفي يوليو 2012، دبليو دبليو إي دخلت في شراكة إستراتيجية لمدة عامين في تاوت. دبليو دبليو إي ستكون مؤهلة للحصول على 11,250 سهم من أسهم تاوت المشتركة ربع سنويًا لإستمرار إتفاق السنتين ذلك في حال تم إستيفاء مقاييس بعض المعايير خلال العامين.
أثناء طلب الرئيس التنفيذي لدبليو دبليو إي فينس مكمان لإجتماع فصلي مع المستثمرين ينعقد في صباح الثاني من أغسطس، المدير المالي لدبليو دبليو إي جورج باريوس كشف عن المبلغ المستثمرالذي بلغ خمسة ملايين دولار لكن لم يفصح عن النسبة الذي يمثلها المبلغ من الشركة. ستيفاني مكمان، مديرة العلامة التجارية لدبليو دبليو إي، تظهر في مجلس الإدارة لتوت. بدءًا من الحلقة الألفية للبرنامج التلفزيوني البارز دبليو دبليو إي راو في 23 يوليو، بدأت دبليو دبليو إي ببث تاوتس للمعجبين والمصارعين في بعض النقاط خلال حلقات العرض.

## روابط إضافية
- الموقع الرسمي